# Saison 2018 de l'équipe cycliste Java-Partizan
La saison 2018 de l'équipe cycliste Java-Partizan est la première de cette équipe.

## Préparation de la saison 2018

### Arrivées et départs
| Arrivées          | Équipe 2017                 |
| ----------------- | --------------------------- |
| Toni Alfiansyah   | Advam Customs               |
| Martin Ford       | Brother NRG DriverPlan      |
| Andreas Keuser    | Kuwait-Cartucho.es          |
| Timothy Rugg      | Bike Aid                    |
| Dominic Schils    | Velo Schils Interbike       |
| Mehdi Tigrine     | Massi-Kuwait Cycling Poject |
| Dušan Veselinović |                             |

| Départs | Équipe 2018 |
| ------- | ----------- |

## Coureurs et encadrement technique

### Effectif
| Cycliste               | Date de naissance | Nationalité | Équipe 2017                  |  |
| ---------------------- | ----------------- | ----------- | ---------------------------- |  |
| Toni Alfiansyah        | 22 juin 1994      | Indonésie   | Advam Customs                |  |
| Martin Ford            | 26 avril 1974     | Royaume-Uni | Brother NRG DriverPlan       |  |
| Andrej Galović         | 29 mars 1997      | Serbie      | Dare Viator Partizan         |  |
| Nebojša Jovanović      | 27 mars 1983      | Serbie      | Dare Viator Partizan         |  |
| Stefan Jovanović       | 19 avril 1995     | Serbie      | Dare Viator Partizan         |  |
| Charálampos Kastrantás | 13 mars 1991      | Grèce       | Dare Viator Partizan         |  |
| Andreas Keuser         | 14 avril 1974     | Allemagne   | Kuwait-Cartucho.es           |  |
| Stevan Klisurić        | 6 octobre 1987    | Serbie      | Dare Viator Partizan         |  |
| Aleksandar Roman       | 24 novembre 1996  | Serbie      | Dare Viator Partizan         |  |
| Timothy Rugg           | 24 novembre 1985  | États-Unis  | Bike Aid                     |  |
| Dominic Schils         | 7 octobre 1991    | Royaume-Uni | Velo Schils Interbike        |  |
| Mehdi Tigrine          | 29 octobre 1986   | Belgique    | Massi-Kuwait Cycling Project |  |
| Dušan Veselinović      | 6 juin 1999       | Serbie      |                              |  |

## Bilan de la saison

### Victoires
| Victoires | Victoires                                                        | Victoires | Victoires | Victoires              | Victoires |
| Date      | Course                                                           | Pays      | Classe    | Vainqueur              |           |
| --------- | ---------------------------------------------------------------- | --------- | --------- | ---------------------- | --------- |
| 27 janv.  | 3e étape du Tour d'Indonésie                                     | Indonésie | 2.1       | Charálampos Kastrantás |           |
| 23 fév.   | Classement général, Grand Prix international de la ville d'Alger | Algérie   | 2.2       | Charálampos Kastrantás |           |
| 23 fév.   | 3e étape du Grand Prix international de la ville d'Alger         | Algérie   | 2.2       | Charálampos Kastrantás |           |